# Sněti
Sněti (Ustilaginomycetes) je třída parazitických stopkovýtrusných hub.

## Popis
Jsou to v drtivé většině paraziti kulturních i planých rostlin, převážně jednoděložných. Výjimkou je však například Malassezia žijící na povrchu těl obratlovců, kde někdy způsobuje onemocnění, jako je pytiriasis versicolor a folikulitida. Rod Tilletiaria je saprotrofní.
Na rozdíl od rzí sněti obsahují velké množství glukózy v buněčné stěně, od jiných tříd se liší absencí xylózy. Je známo asi 120 rodů s 1460 druhy.

## Životní cyklus
Sněti nemají vytvořené plodnice, přesto se u nich vyskytují dva typy stélky. V prvním, tzv. kvasinkovém stádiu se sněti saprotrofně živí, mají tendenci tvořit pseudomycelium a jádra obsahují haploidní genom. Toto stádium se množí pučením nebo pomocí spor (tzv. balistospory). Když se dostanou do kontaktu dvě buňky tohoto stádia, ale odlišných pohlavních typů, mohou konjugovat, čímž vznikne dikaryotické stádium, jež obsahuje v každé buňce dvě jádra a tvoří mycelium. Také na něm vzniknou teliospory a bazidie.
Mycelium prorůstá nejčastěji mezi prostory buněk hostitelských rostlin, a do buněk vysílá haustoria. Na rostlinách se vytvářejí nápadné „nádory“ a hyperplazie. V nádorech jsou tlustostěnné spory, jejichž velké množství způsobí prasknutí nádoru. Po prasknutí těchto nádorů se tyto tlustostěnné výtrusy dostávají ven a infikují další jedince.